# Meagan Tandy

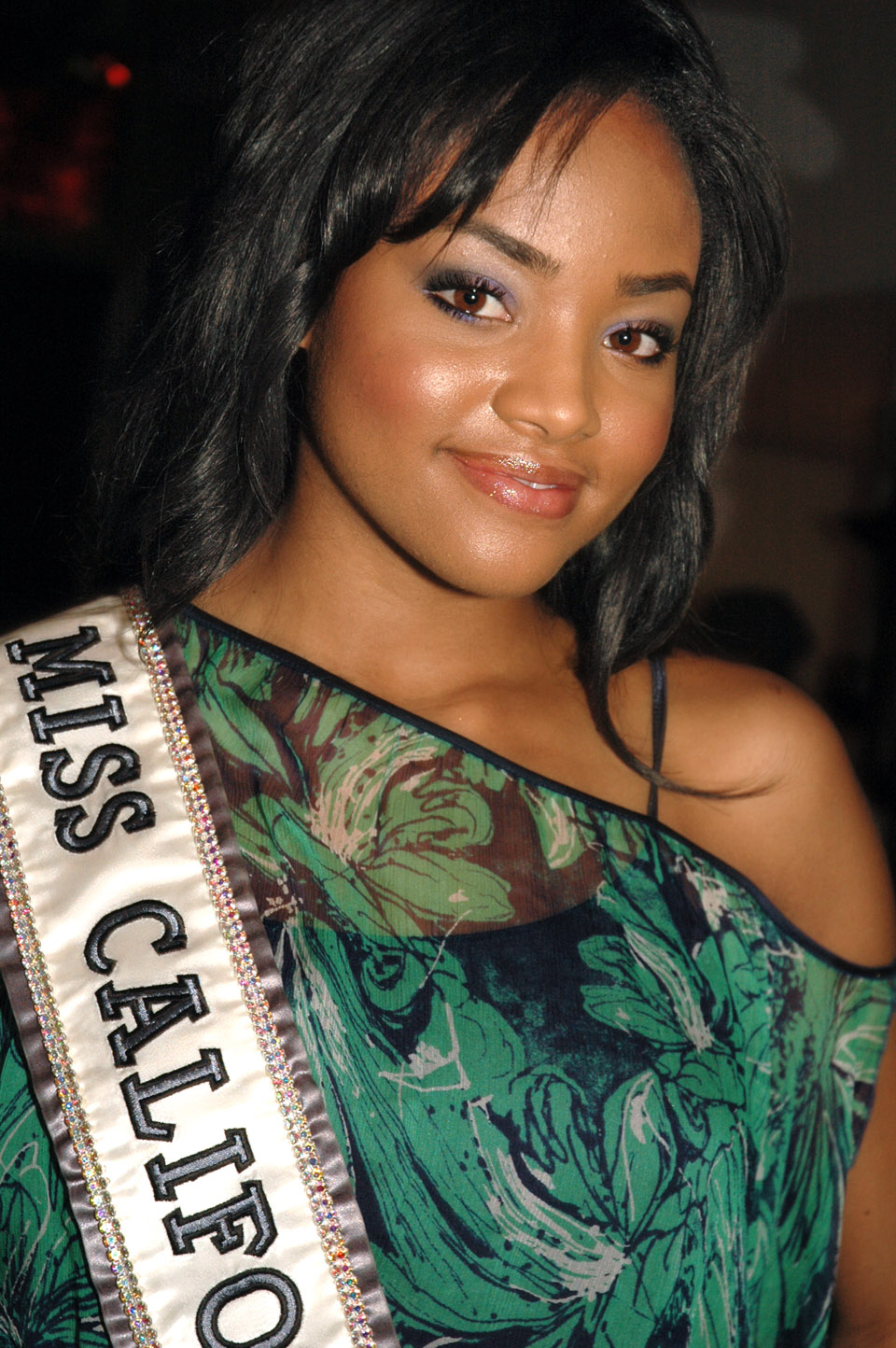
Megan Tandy jako Miss Kalifornii (2007)

Meagan Yvonne Tandy (ur. 3 maja 1985 w Fremont) – amerykańska aktorka i modelka, która wystąpiła m.in. w filmach Niepowstrzymany i Pirania 3DD oraz serialach Batwoman, UnREAL, Survivor’s Remorse i Teen Wolf: Nastoletni wilkołak.

## Filmografia

### Filmy
| Rok  | Tytuł               | Rola         | Uwagi |
| ---- | ------------------- | ------------ | ----- |
| 2010 | Niepowstrzymany     | Maya Barnes  |       |
| 2012 | Pirania 3DD         | Ashley Sorby |       |
| 2019 | META                | Sasha        |       |
| 2019 | Always a Bridesmaid | Marissa      |       |
| 2022 | Stalked Within      | Sarah        |       |

### Telewizja
| Rok       | Tytuł                                | Rola           | Uwagi                   |
| --------- | ------------------------------------ | -------------- | ----------------------- |
| 2009      | CSI: Kryminalne zagadki Nowego Jorku | Model #1       | 1 odcinek               |
| 2009      | 90210                                | Savanna        | 1 odc.                  |
| 2009      | Secret Girlfriend                    |                | 1 odc.                  |
| 2010      | Zakochana złośnica                   | Erin           | 1 odc.                  |
| 2010      | Gra pozorów                          | Rita           | 2 odc.                  |
| 2011      | CSI: Kryminalne zagadki Miami        | Cynthia        | 1 odc.                  |
| 2011      | Zeke i Luther                        | Tasha          | 1 odc.                  |
| 2011      | Single Ladies                        | Tonya          | 1 odc.                  |
| 2012      | Jane by Design                       | Lulu Pope      | w gł. obsadzie; 13 odc. |
| 2013–2016 | Teen Wolf: Nastoletni wilkołak       | Braeden        | 18 odcinków             |
| 2013      | Baby Daddy                           | Vanessa        | 1 odc.                  |
| 2013      | Nie ma lekko                         | Hannah Stokes  | 1 odc.                  |
| 2014      | Bractwo czerwonej opaski             | Sabrina        | 1 odc.                  |
| 2014      | Agenci NCIS: Los Angeles             | Sierra Fisher  | 1 odc.                  |
| 2014      | Stalker                              | Annie          | 1 odc.                  |
| 2015–2017 | Survivor’s Remorse                   | Allison Pierce | 16 odc.                 |
| 2016      | UnREAL                               | Chantal        | w gł. obsadzie;         |
| 2017      | The Mayor                            | Danielle       | 1 odc.                  |
| 2017      | 9JKL                                 | Toni           | 1 odc.                  |
| 2018      | Charmed                              | Summer         | 2 odc.                  |
| 2019-2022 | Batwoman                             | Sophie Moore   | gł. rola                |